# E4-bron, Södertälje

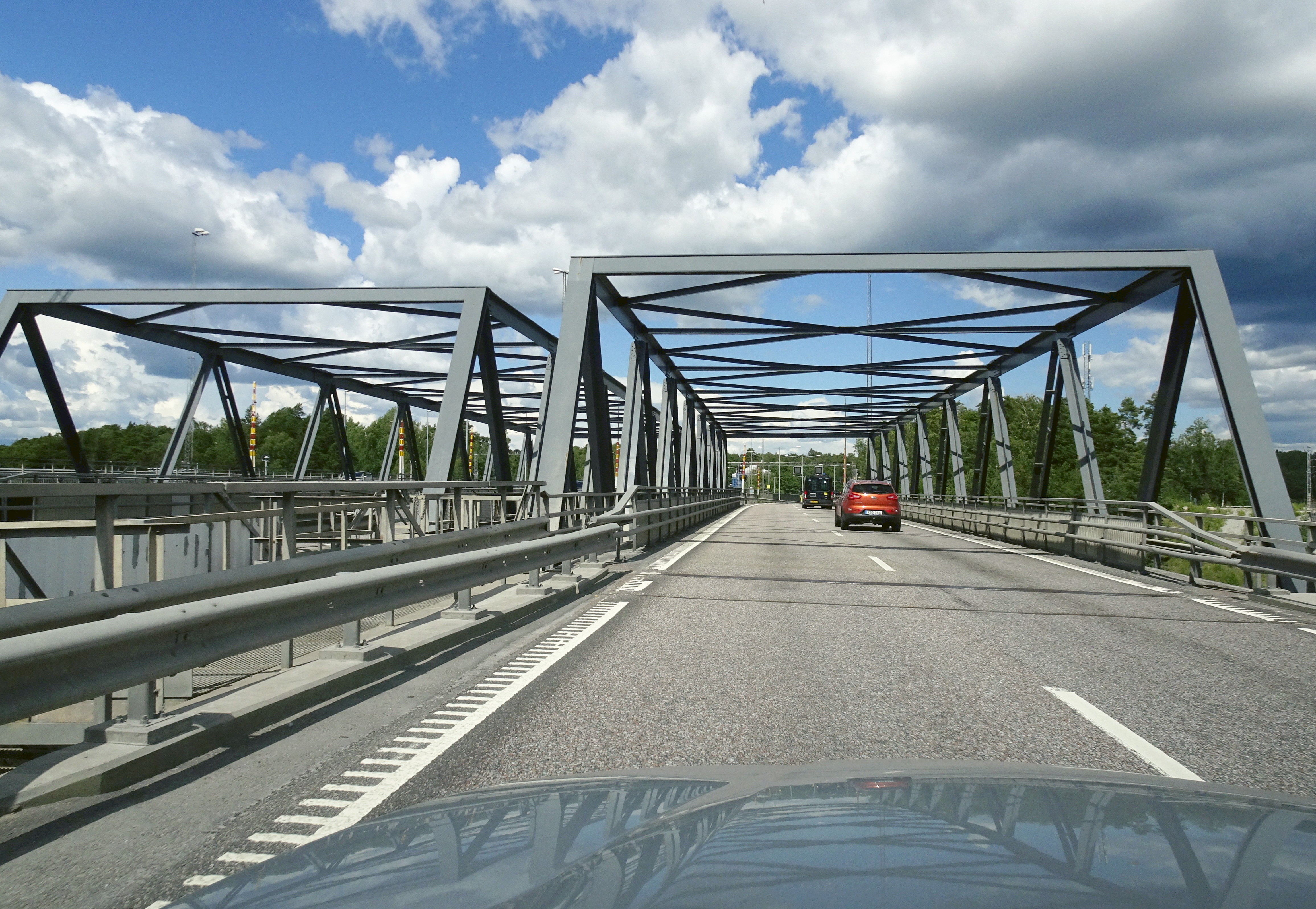
På E4-bron norrut mot Stockholm, juli 2017.

E4-bron (lokalt kallas den endast Motorvägsbron) är en lyftbro för motorvägen E4/E20 över östersjödelen av Södertälje kanal i södra Södertälje. Bron invigdes 1965 i samband med att motorvägen genom Södertälje byggdes. Tidigare leddes trafiken genom centrala staden, över Mälarbron.

## Bron

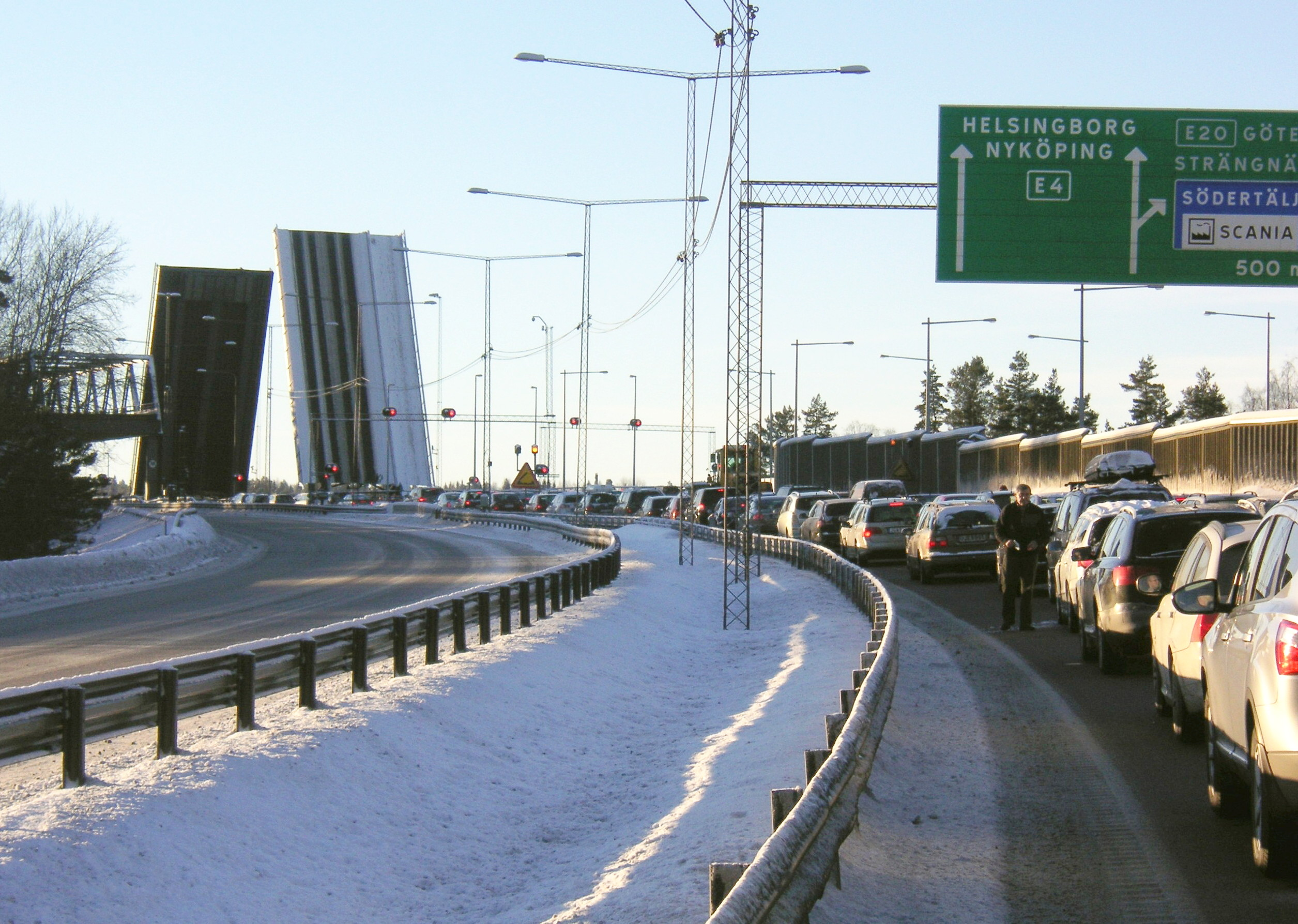
Köer på motorvägen vid broöppning.

E4-bron är en lyftbro över Södertälje kanal, som tillsammans med Saltsjöbron och Järnvägsbron förbinder stadsdelarna Södra och Viksängen i Södertäljes södra del. E4-bron är belägen mellan de båda andra broarna. På E4 ligger den mellan trafikplatserna Saltskog Östra i söder, och Moraberg i norr.
Den segelfria höjden är 26,2 meter i vanligt och 42 meter i upplyft läge. Brons totala längd är cirka 500 meter. Den lyftbara delen är en 63 meter lång fackverkskonstruktion i två parallella sektioner. Brons totala bredd är 27,3 meter. Vid brons södra fäste finns en manövercentral (under bron), som dock inte används längre. Bron är numera fjärrstyrd, tillsammans med samtliga broar i lotsfarleden söderifrån Landsort. Manövreringen sker från lotskontoret vid Södertälje sluss på Lotsudden. Brons ägare är Trafikverket.
Broarna över Södertälje kanal kan efter behov öppnas för passage av större fartyg. Detta sker vid bestämda tider för att minimera påverkan av annan trafik och meddelas i förväg i radions trafikinformation. En öppning varar i regel 20 minuter vilket medför trafikstörningar med ofta långa köer på motorvägen. Detta och olyckan i juni 2016 (se nedan) har väckt idéer om en ny trafiklösning på platsen. Att lägga motorvägstrafiken i tunnel under kanalen är ett tänkbart alternativ.

## Bilder

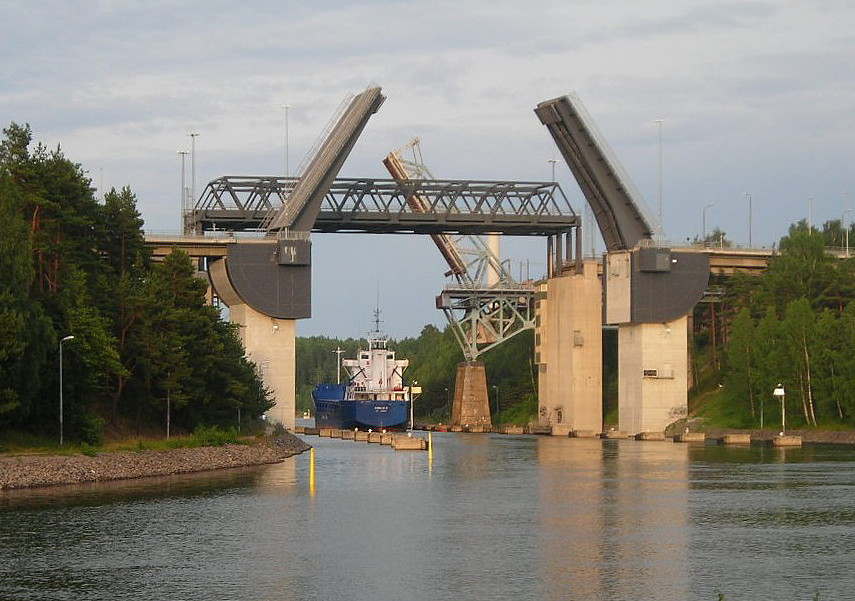
E4-bron i upplyft läge med gamla järnvägsbron i bakgrunden, juni 2007
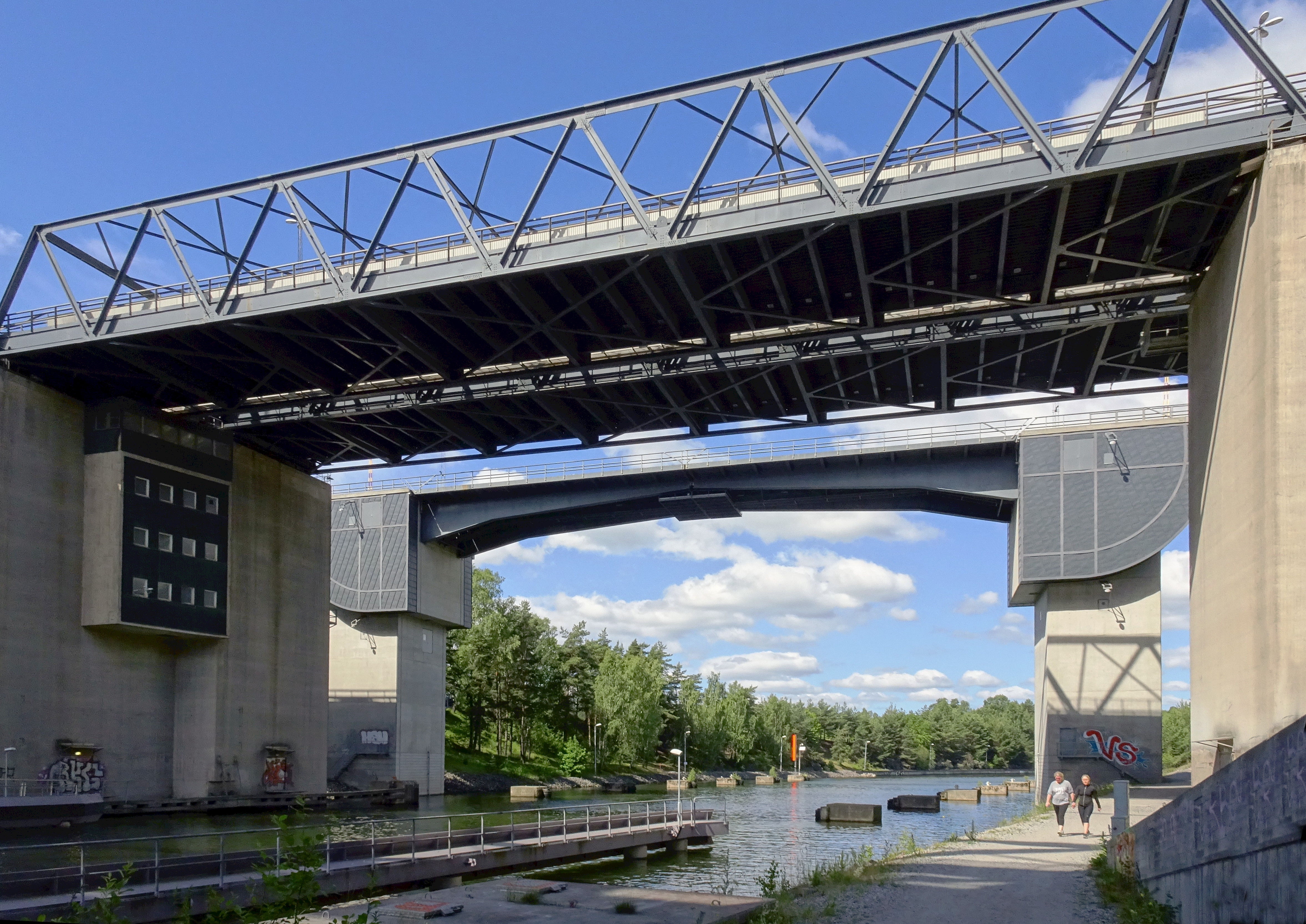
E4-bron (närmast) därbakom Saltsjöbron, juli 2017
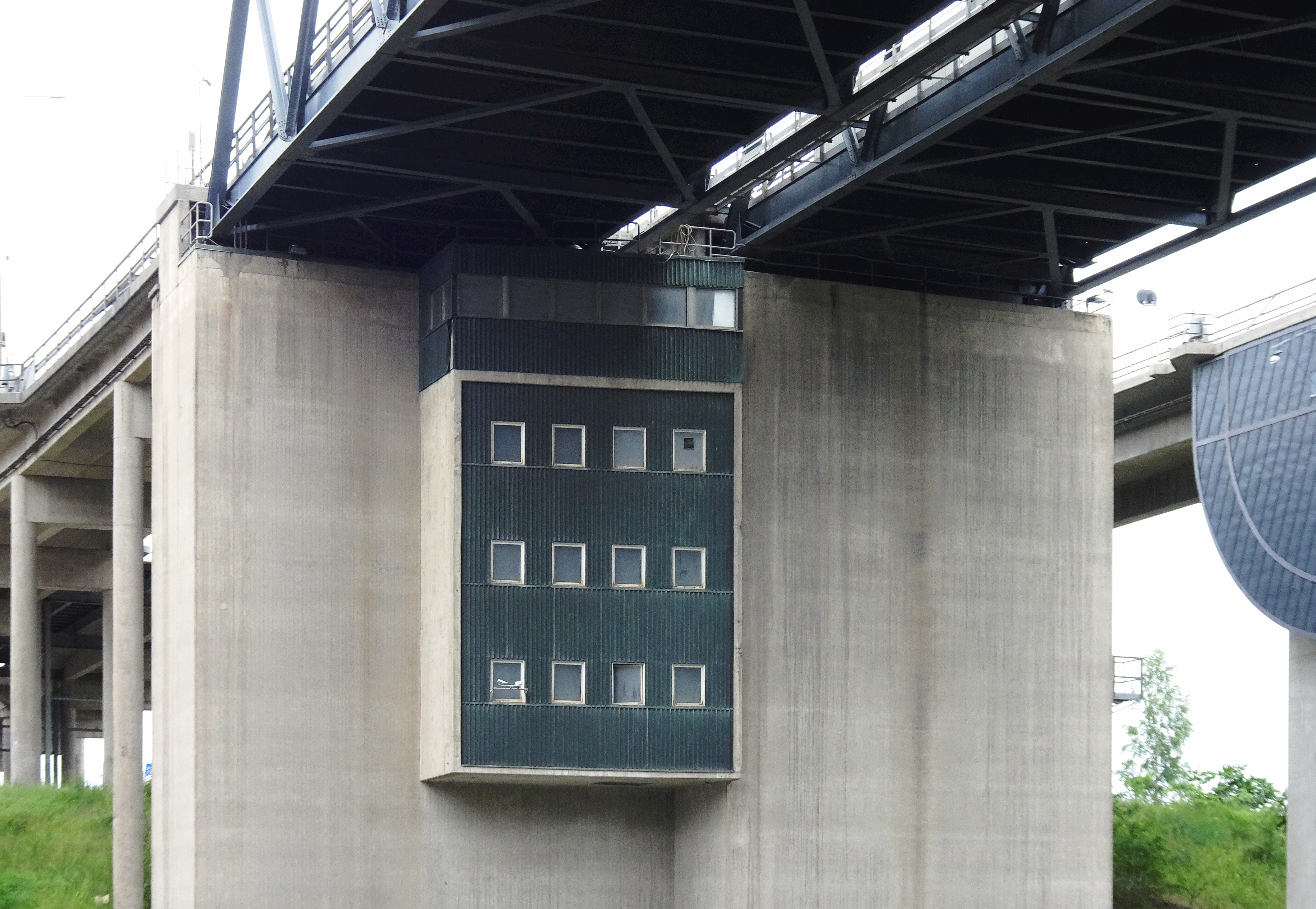
Manöverkontoret under bron
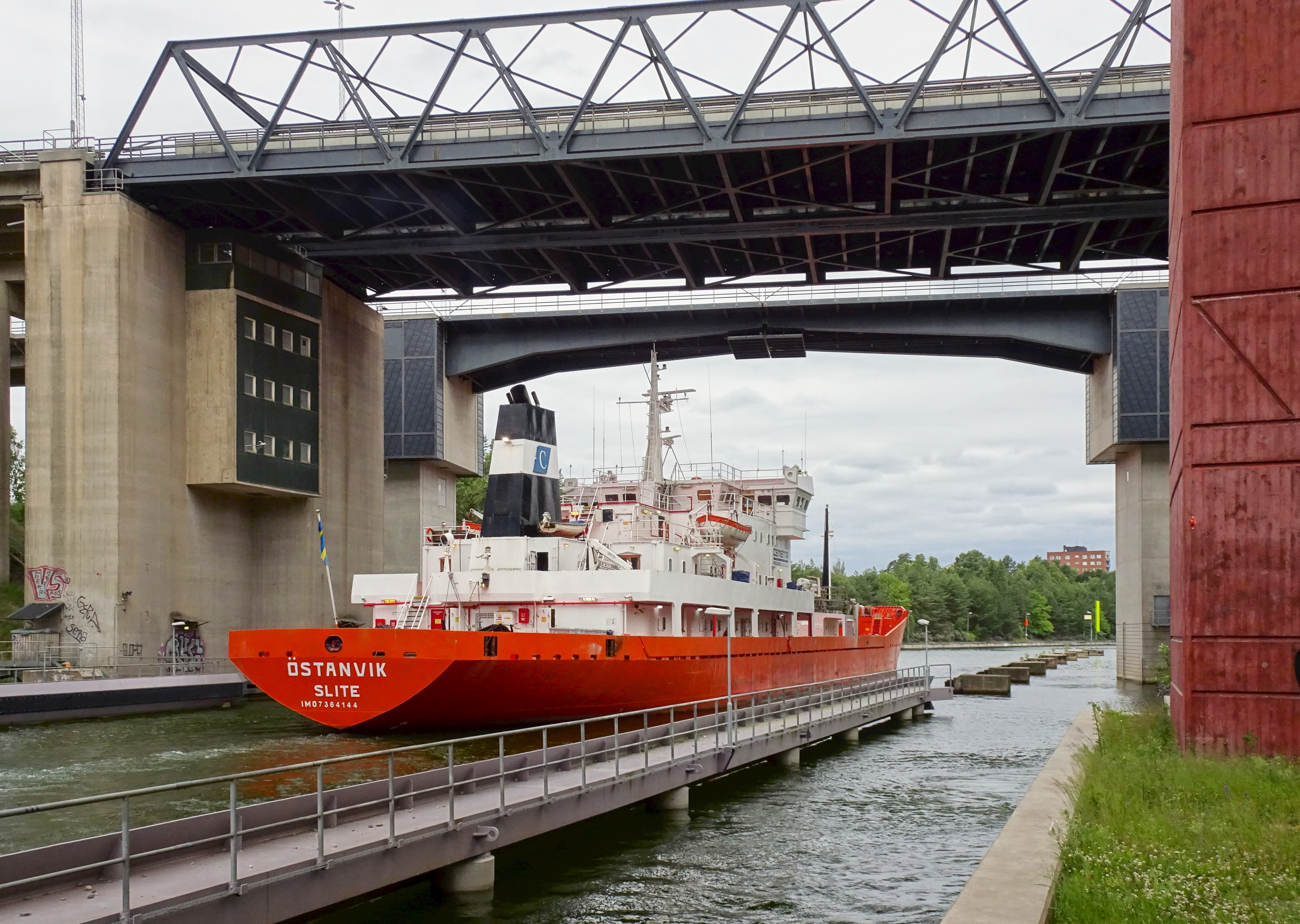
M/S Östanvik går in under E4-bron och Saltsjöbron

## Olyckor

### Olyckan 1990
Bron skadades svårt den 13 maj 1990 då den norrgående lyftdelen föll ner under ett lyft. Delen föll ned på det södra brofundamentet och blev hängande i sned vinkel från de norra stödbenen. När brodelen rasade var den södergående bron avstängd för trafik på grund av underhåll. Motorvägen blev därmed oframkomlig och vägtrafiken till och från Stockholm leddes om via Mälarbron och Oxbacksleden i centrala Södertälje med periodvis långa köer. För att få motorvägen framkomlig valde dåvarande Vägverket en övergångslösning genom att köpa in en brittisk BB2-bro (balkbro). Den provisoriska bron gick dock inte att öppna för båttrafiken och blev liggande tio månader innan den nya bron var på plats.

### Olyckorna 2016

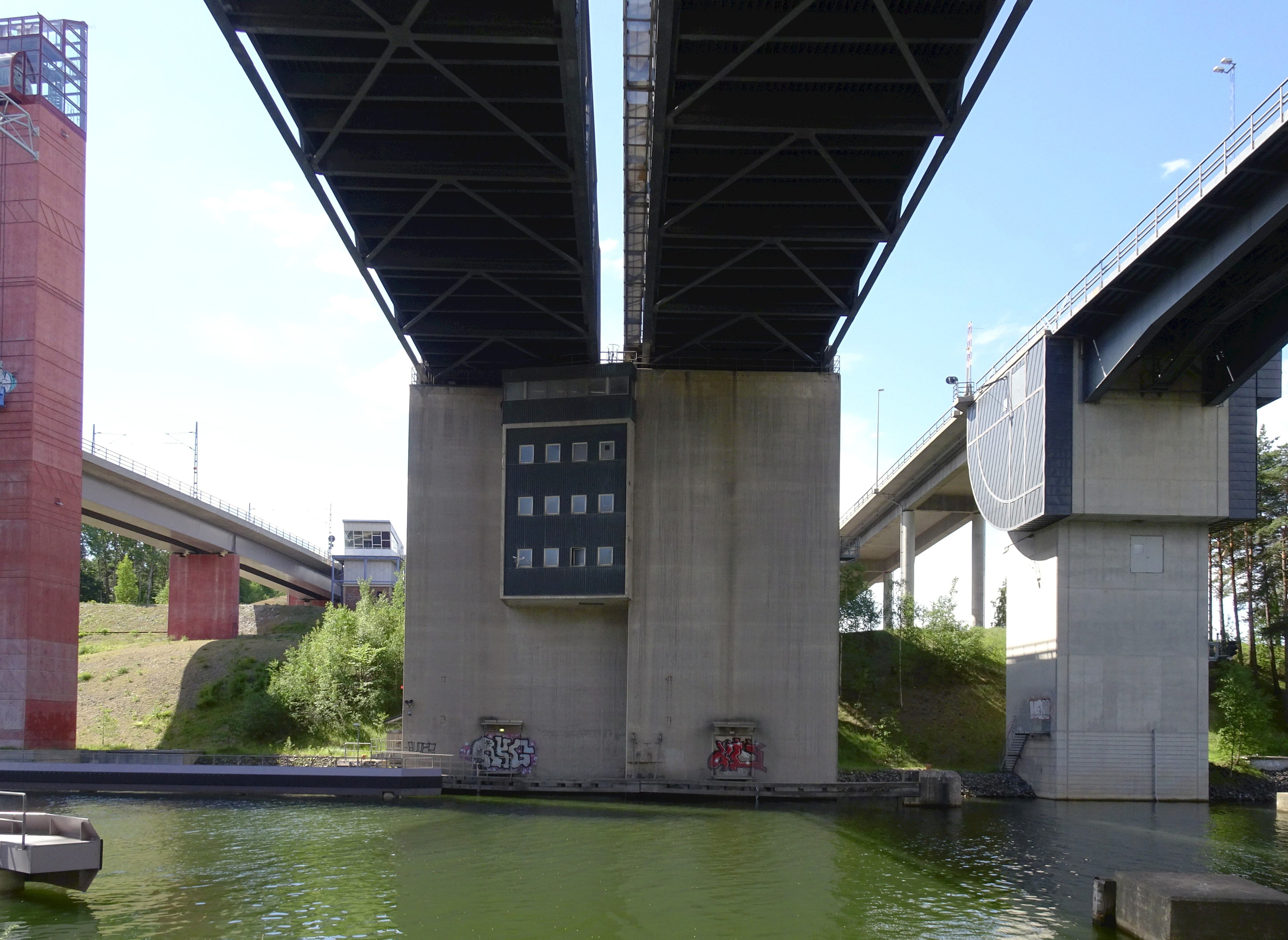
E4-bron, där Viola Beach störtade ner i kanalen den 13 februari 2016.

Två större olyckor inträffade 2016. Den första inträffade natten mot den 13 februari, då en bil söderifrån körde ner i kanalen då bron var i upplyft läge, varvid de fem personerna i bilen omkom. Dessa utgjorde den brittiska popgruppen Viola Beach samt deras manager, vilket gjorde att händelsen fick internationell uppmärksamhet.
Den andra olyckan inträffade natten mot midsommarafton den 24 juni, då en långtradare kolliderade med bron. Bron skadades och stängdes av, och trafiken på E4 stod stilla i flera timmar. En omledning över Mälarbron och Saltsjöbron skapade långa köer under reparationsarbetet, som flera gånger försenades. Den 8 augusti meddelade Trafikverket att bron skulle öppnas igen i september.